# Jurijs Žigajevs
Jurijs Žigajevs (Leningrado, 14 novembre 1985) è un ex calciatore lettone, di ruolo attaccante.

## Palmarès

### Club

#### Competizioni nazionali
- Campionato lettone: 1

Ventspils: 2008
- Coppe di Lettonia: 1

Ventspils: Ventspils: 2010-2011, 2012-2013
- Coppa della Livonia: 1

Ventspils: 2008

#### Competizioni internazionali
- Baltic League: 1

Ventspils: 2009-2010

### Nazionale
- Coppa del Baltico: 1

2008